# Kotajärvi (Gällivare socken, Lappland, 744568-173296)
Kotajärvi är en sjö i Gällivare kommun i Lappland och ingår i Kalixälvens huvudavrinningsområde. Sjön har en area på 0,072 kvadratkilometer och ligger 341,2 meter över havet.

## Delavrinningsområde
Kotajärvi ingår i det delavrinningsområde (744907-173132) som SMHI kallar för Inloppet i Yli-Leipojärvi. Medelhöjden är 343 meter över havet och ytan är 42,43 kvadratkilometer. Det finns ett avrinningsområde uppströms, och räknas det in blir den ackumulerade arean 80,02 kvadratkilometer. Ala-Leipojoki som avvattnar avrinningsområdet har biflödesordning 3, vilket innebär att vattnet flödar genom totalt 3 vattendrag innan det når havet efter 205 kilometer. Avrinningsområdet består mestadels av skog (85 procent) och sankmarker (12 procent). Avrinningsområdet har 0,19 kvadratkilometer vattenytor vilket ger det en sjöprocent på 0,4 procent.